# José María Albiñana Sanz
José María Albiñana Sanz (Énguera, Canal de Navarrés 1883 - Madrid 23 d'agost de 1936) fou un metge i polític valencià, fill i net de metges.

## Biografia
Durant la seua època d'alumne de Medicina en la Universitat de València va ser un destacat capitost estudiantil. Promotor de l'associacionisme entre els estudiants, va ser un dels impulsors de la Unión Escolar de València, constituïda el 1903.
Ja llicenciat, va entrar en l'activitat política a l'ombra del Dr. Francisco Moliner Nicolás, presidint la Jovendud Liberal-Democrática de València. Va seguir al Dr. Moliner fins a la seua defunció el 1915.
S'especialitzà en neurologia a Madrid, on també estudià filosofia i lletres. Participà en la fundació de la Juventud Liberal Monárquica i el 1910 ingressà a la Reial Acadèmia de Medicina amb Gregorio Marañón. El 1920 fou condecorat per Alfons XIII per la seva contribució durant l'epidèmia de grip.
Durant els anys 1920 fou membre del Partit Liberal Espanyol i partidari del comte de Romanones, anticlerical i afiliat a la francmaçoneria. El 1921 s'instal·la a Mèxic, on fou metge personal del president de Mèxic Álvaro Obregón. El 1927 es declarà partidari de la dictadura de Miguel Primo de Rivera i actuà com a corresponsal del diari ABC a Mèxic. El 1928 torna a Espanya i participa en un homenatge a Severiano Martínez Anido i el 1930 organitzà una campanya de recollida de signatures de suport al rei.
Fortament influït per Benito Mussolini, organitzà un grup paramilitar de dretes, els legionarios de Albiñana, que adoptà el nom de Partido Nacionalista Español, de caràcter monàrquic i orientació d'extrema dreta. Participà en la revolta del general José Sanjurjo, la qual cosa li costà l'empresonament i l'exili a Las Hurdes fins al 1933.
Quan tornà, el seu grup fou eclipsat per la nova Falange Española, en la qual no va voler participar per la seva defensa aferrissada de la monarquia. Assolí ser elegit diputat per la província de Burgos a les eleccions generals espanyoles de 1933, i formà part del grup parlamentari de Renovación Española, tot i que el 1934 es va unir al Bloque Nacional de José Calvo Sotelo. El 1935 creà a Burgos el sindicat catòlic Hermandad Agrícola Burgalesa i contribuí a indisposar els camperols castellans contra el govern republicà.
Participà en la sublevació militar contra la República a Madrid el 18 de juliol de 1936. Quan fracassà, s'aixoplugà a les Corts i Diego Martínez Barrio el va convèncer que a la presó Model de Madrid estaria més segur. Nogensmenys, el 23 d'agost de 1936 un grup de milicians assalten la presó Model, i després una paròdia de judici, és assassinat juntament amb altres detinguts.